# Allostasi
L'allostasi è la capacità di mantenere la stabilità dei sistemi fisiologici per mezzo del cambiamento. È un metasistema di regolazione che mantiene la stabilità dei sistemi essenziali per la vita (sistemi omeostatici). La funzione dell'allostasi non è la costanza dei sistemi tramite il controllo omeostatico di alcune variabili, ma piuttosto la fitness del sistema rispetto alle domande poste dall'ambiente all'organismo in regime di selezione naturale.  Questa capacità dipende dall'efficienza dell'organismo nel regolare sia la fisiologia sia i meccanismi comportamentali che supportano e modulano la fisiologia stessa. Un adattamento che coinvolge solo la fisiologia periferica (che modifica cioè solo i parametri finali di un processo complesso) rischia quindi di essere contrastato dai comportamenti e dai meccanismi di compensazione fisiologica che stanno a monte delle modificazioni dei parametri finali.
Quando l'organismo è sottoposto a sfide ambientali entra in uno stato allostatico.

## Stato allostatico
Lo stato allostatico è uno stato di attività fisiologica alterata, sostenuta dai mediatori dell'allostasi che integrano fisiologia e comportamenti associati, in risposta agli stress imposti dalle variazioni dell'ambiente.  Questa alterata attività ha lo scopo di mantenere la fitness dei sistemi fisiologici in risposta al cambiamento della situazione ambientale. Una volta che questa attivazione ha ottenuto un nuovo livello di adattamento, l'organismo esce dallo stato allostatico. 
Lo stato allostatico può essere mantenuto per brevi periodi con risultati adattivi (carico allostatico) oppure diventare cronico e portare a malattie (sovraccarico allostatico). Corrisponde alla fase di allarme di Selye, una fase adattiva nella teoria della sindrome generale di adattamento di Selye (GAS).

## Carico allostatico
Il carico allostatico è il risultato cumulativo di uno stato allostatico. Ha un significato funzionale in risposta a modificazioni ambientali. Quando le variazioni eccedono i limiti omeostatici, con conseguente disequilibrio dei mediatori primari, si ha un sovraccarico allostatico che porta a conseguenze fisiopatologiche importanti (che nell'uomo possono essere ipertensione cronica, innalzamento cronico delle citochine proinfiammatorie e abbassamento dei livelli di cortisolo in CFS, ritmo piatto del cortisolo in depressione).

## Sovraccarico allostatico
Il sovraccarico allostatico corrisponde alla fase di esaurimento nella teoria della sindrome generale di adattamento di Selye. Esso si ha quando al carico allostatico si sovrappongono disturbi eccezionali o imprevisti, passando ad un sovraccarico inutile e dannoso.